# Pseudolangella
Pseudolangella es un género de foraminífero bentónico de la Subfamilia Ichthyolariinae, de la familia Ichthyolariidae, de la superfamilia Robuloidoidea, del suborden Lagenina y del orden Lagenida. Su especie tipo es Pseudolangella fragilis. Su rango cronoestratigráfico abarca desde el Sakmariense (Pérmico inferior) hasta el Changhsingiense (Pérmico superior).

## Discusión
Clasificaciones más recientes incluyen Pseudolangella en la Subfamilia Langellinae y en la Familia Protonodosariidae. Pseudolangella ha sido considerado un sinónimo posterior de Cryptoseptida.

## Clasificación
Pseudolangella incluye a las siguientes especies:
- Pseudolangella acantha †
- Pseudolangella acus †
- Pseudolangella bozorgniae †
- Pseudolangella conica †
- Pseudolangella costa †
- Pseudolangella costata †
- Pseudolangella delicata †
- Pseudolangella doraschamensis †
- Pseudolangella dzhagadzurensis †
- Pseudolangella elegantissima †
- Pseudolangella fabaeformis †
- Pseudolangella filumiformis †
- Pseudolangella fragilis †
- Pseudolangella gerkei †
- Pseudolangella geranossensis †
- Pseudolangella imbecilla †
- Pseudolangella longa †
- Pseudolangella ovalis †
- Pseudolangella pulchra †
- Pseudolangella turae †
- Pseudolangella wufengensis †